# Aristida subulata
Aristida subulata är en gräsart som beskrevs av Johannes Jan Theodoor Henrard. Aristida subulata ingår i släktet Aristida och familjen gräs. Inga underarter finns listade i Catalogue of Life.